# Volucella thompsoni
Volucella thompsoni är en tvåvingeart som beskrevs av Choi, Ohara och Han 2006. Volucella thompsoni ingår i släktet humleblomflugor, och familjen blomflugor. Inga underarter finns listade i Catalogue of Life.